# República Democrática del Congo en los Juegos Paralímpicos
La República Democrática del Congo en los Juegos Paralímpicos está representada por el Comité Paralímpico de la República Democrática del Congo, miembro del Comité Paralímpico Internacional.
Ha participado en cuatro ediciones de los Juegos Paralímpicos de Verano, su primera presencia tuvo lugar en Londres 2012. El país no ha obtenido ninguna medalla en las ediciones de verano.
En los Juegos Paralímpicos de Invierno la República Democrática del Congo no ha participado en ninguna edición.

## Medallero

### Por edición
Juegos Paralímpicos de Verano
| Evento              | Oro | Plata | Bronce | Total |
| ------------------- | --- | ----- | ------ | ----- |
| Londres 2012        | 0   | 0     | 0      | 0     |
| Río de Janeiro 2016 | 0   | 0     | 0      | 0     |
| Tokio 2020          | 0   | 0     | 0      | 0     |
| París 2024          | 0   | 0     | 0      | 0     |
| TOTAL               | 0   | 0     | 0      | 0     |